# Jean-Baptiste Chaudié
Jean-Baptiste Émile Louis Barthélemy Chaudié  (28 février 1853 - 5 janvier 1933) est un ancien administrateur colonial, le premier gouverneur général de l'Afrique-Occidentale française (AOF) – une fonction instituée par un décret du 16 juin 1895.

## Biographie
Jean-Baptiste Chaudié est né le 28 février 1853. Il a fait ses débuts dans l'administration de la Marine, avant de faire carrière dans l'administration coloniale.
Il est gouverneur général de l'AOF du 16 juin 1895 au 1er novembre 1900. Une grave épidémie de fièvre jaune sévit alors au Sénégal. Lui-même atteint, il doit rentrer en France et Noël Ballay lui succède.

## Compléments